# Kevin Larsen
Kevin Larsen (Sandefjord, 10 maggio 1986) è un ex calciatore norvegese, di ruolo difensore.

## Carriera

### Club

#### Lyn Oslo
Larsen iniziò la carriera professionistica con la maglia del Lyn, debuttando nell'Eliteserien in data 10 aprile 2005: fu infatti titolare nel pareggio casalingo per 1-1 contro il Fredrikstad. Segnò anche la rete per la sua squadra, nel corso di quel match. Il 13 luglio disputò il primo incontro nelle competizioni europee, seppure nei turni preliminari: sostituì Espen Hoff nel pareggio per 1-1 contro il Flora Tallinn, in una sfida valida per il primo turno di qualificazione alla Coppa UEFA 2006-2007. Totalizzò 54 presenze con questa maglia, realizzando 8 reti.

#### Tromsø
Nel 2008, passò al Tromsø. Esordì il 31 marzo, nel pareggio per 1-1 in casa del Lillestrøm. Il 12 maggio segnò la prima rete, nello 0-2 inflitto allo Skjervøy in un incontro valido per l'edizione stagionale della Coppa di Norvegia. Il 6 agosto arrivò la prima rete in campionato per il nuovo club, che permise il successo del Tromsø sullo HamKam per 0-1.

#### Hønefoss
Il 19 febbraio 2011 fu reso noto il suo passaggio allo Hønefoss, club a cui si legò con un contratto triennale. Debuttò il 3 aprile successivo, nel pareggio a reti inviolate sul campo del Sandefjord. Il 25 settembre segnò la prima rete in campionato, nel pareggio per 2-2 in casa del Kongsvinger. Contribuì alla promozione del club, che raggiunse il 1º posto finale in 1. divisjon.

#### Sandefjord
Il 18 dicembre 2013, firmò ufficialmente un contratto con il Sandefjord, che sarebbe stato valido dal 1º gennaio 2014.

### Nazionale
Larsen giocò 15 partite per la Norvegia under 21, mettendo a segno 2 reti. Debuttò in data 25 gennaio 2006, nel pareggio per 1-1 contro la Turchia under 21. Il 5 ottobre segnò la prima rete, nel successo sulla Danimarca under 21 per 1-3.

## Statistiche

### Presenze e reti nei club
Statistiche aggiornate al 1º gennaio 2017.
| Stagione          | Club              | Campionato        | Campionato | Campionato | Coppe nazionali | Coppe nazionali | Coppe nazionali | Coppe continentali | Coppe continentali | Coppe continentali | Supercoppe | Supercoppe | Supercoppe | Totale | Totale |
| Stagione          | Club              | Comp              | Pres       | Reti       | Comp            | Pres            | Reti            | Comp               | Pres               | Reti               | Comp       | Pres       | Reti       | Pres   | Reti   |
| ----------------- | ----------------- | ----------------- | ---------- | ---------- | --------------- | --------------- | --------------- | ------------------ | ------------------ | ------------------ | ---------- | ---------- | ---------- | ------ | ------ |
| 2004              | Lyn Oslo          | ES                | 0          | 0          | CN              | 0               | 0               | -                  | -                  | -                  | -          | -          | -          | 0      | 0      |
| 2005              | Lyn Oslo          | ES                | 20         | 5          | CN              | 2               | 0               | -                  | -                  | -                  | -          | -          | -          | 22     | 5      |
| 2006              | Lyn Oslo          | ES                | 16         | 1          | CN              | 2               | 1               | CU                 | 2                  | 0                  | -          | -          | -          | 20     | 2      |
| 2007              | Lyn Oslo          | ES                | 9          | 1          | CN              | 3               | 0               | -                  | -                  | -                  | -          | -          | -          | 12     | 1      |
| Totale Lyn Oslo   | Totale Lyn Oslo   | Totale Lyn Oslo   | 45         | 7          |                 | 7               | 1               |                    | 2                  | 0                  |            | -          | -          | 54     | 8      |
| 2008              | Tromsø            | ES                | 22         | 2          | CN              | 3               | 1               | -                  | -                  | -                  | -          | -          | -          | 25     | 3      |
| 2009              | Tromsø            | ES                | 17         | 1          | CN              | 5               | 1               | UEL                | 5                  | 0                  | -          | -          | -          | 27     | 2      |
| 2010              | Tromsø            | ES                | 3          | 0          | CN              | 0               | 0               | -                  | -                  | -                  | -          | -          | -          | 3      | 0      |
| Totale Tromsø     | Totale Tromsø     | Totale Tromsø     | 42         | 3          |                 | 8               | 2               |                    | 5                  | 0                  |            | -          | -          | 55     | 5      |
| 2011              | Hønefoss          | 1D                | 27         | 2          | CN              | 3               | 1               | -                  | -                  | -                  | -          | -          | -          | 30     | 3      |
| 2012              | Hønefoss          | ES                | 26         | 2          | CN              | 3               | 0               | -                  | -                  | -                  | -          | -          | -          | 29     | 2      |
| 2013              | Hønefoss          | ES                | 27         | 1          | CN              | 3               | 1               | -                  | -                  | -                  | -          | -          | -          | 30     | 2      |
| Totale Hønefoss   | Totale Hønefoss   | Totale Hønefoss   | 80         | 5          |                 | 9               | 2               |                    | -                  | -                  |            | -          | -          | 89     | 7      |
| 2014              | Sandefjord        | 1D                | 19         | 3          | CN              | 1               | 0               | -                  | -                  | -                  | -          | -          | -          | 20     | 3      |
| 2015              | Sandefjord        | ES                | 18         | 0          | CN              | 4               | 1               | -                  | -                  | -                  | -          | -          | -          | 22     | 1      |
| 2016              | Sandefjord        | 1D                | 24         | 1          | CN              | 5               | 1               | -                  | -                  | -                  | -          | -          | -          | 29     | 2      |
| Totale Sandefjord | Totale Sandefjord | Totale Sandefjord | 61         | 4          |                 | 10              | 2               |                    | -                  | -                  |            | -          | -          | 71     | 6      |
| Totale            | Totale            | Totale            | 204        | 16         |                 | 33              | 7               |                    | 7                  | 0                  |            | -          | -          | 244    | 23     |